# N838 (België)
De N838 is een gewestweg in de Belgische provincie Luxemburg. De route verbindt de N827 in Gouvy met de N874 bij Longvilly. De route heeft een lengte van ongeveer 26 kilometer exclusief het onderbroken gedeelte van 2,7 kilometer tussen Tavigny en Buret. De route bestaat uit twee rijstroken voor beide rijrichtingen samen, er is echter niet overal belijning midden op de weg aanwezig.

## Plaatsen langs de N838
- Gouvy
- Limerlé
- Steinbach
- Cèturu
- Tavigny
- Buret
- Bœur
- Bourcy
- Michamps